# San Rocco
Rocco di Montpellier, noto come san Rocco (Montpellier, 1345/1350 – Voghera, notte tra il 15 e il 16 agosto 1376/1379), è stato un pellegrino e taumaturgo francese, venerato come santo dalla Chiesa cattolica e patrono di numerose città e paesi.

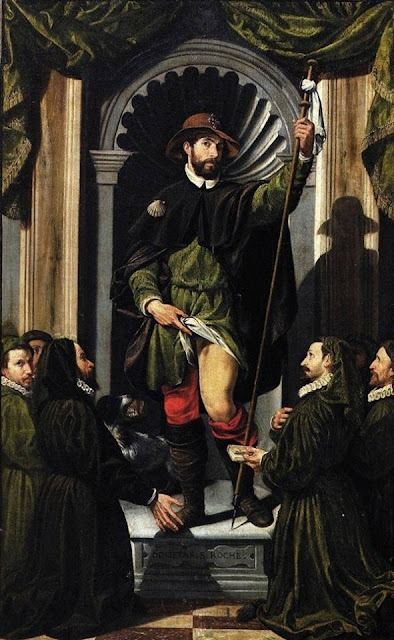
Giovanni Paolo Cavagna, San Rocco e i Disciplini Verdi, 1591, Bergamo, Chiesa di San Rocco

È il santo più invocato, dal Medioevo in poi, come protettore dal terribile flagello della peste, e la sua popolarità è tuttora ampiamente diffusa, tant'è che un recente studio ha individuato san Rocco come il secondo santo più invocato, dai cattolici europei.
Il suo patronato si è progressivamente esteso al mondo contadino, agli animali, alle grandi catastrofi come i terremoti, alle epidemie e alle malattie gravissime; in senso più moderno, è un grande esempio di solidarietà umana e di carità cristiana, nel segno del volontariato.
Con il passare dei secoli è divenuto uno dei santi più conosciuti nel continente europeo e oltreoceano, tanto da essere il più rappresentato in assoluto sui santini, ma è rimasto anche uno dei più misteriosi.

## Biografia

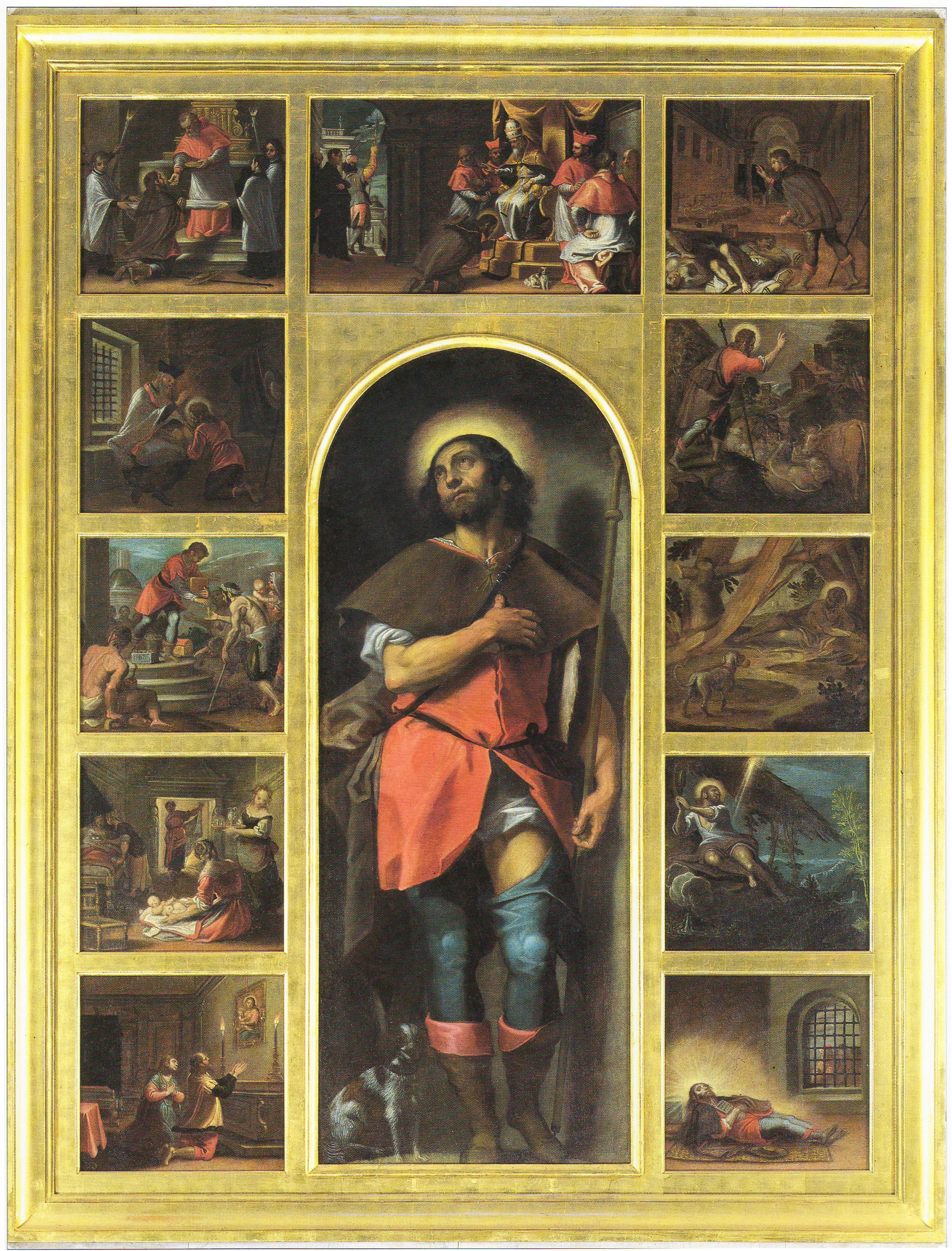
Antonio Gandino, Polittico di San Rocco, 1590.

### La nascita e l'adolescenza

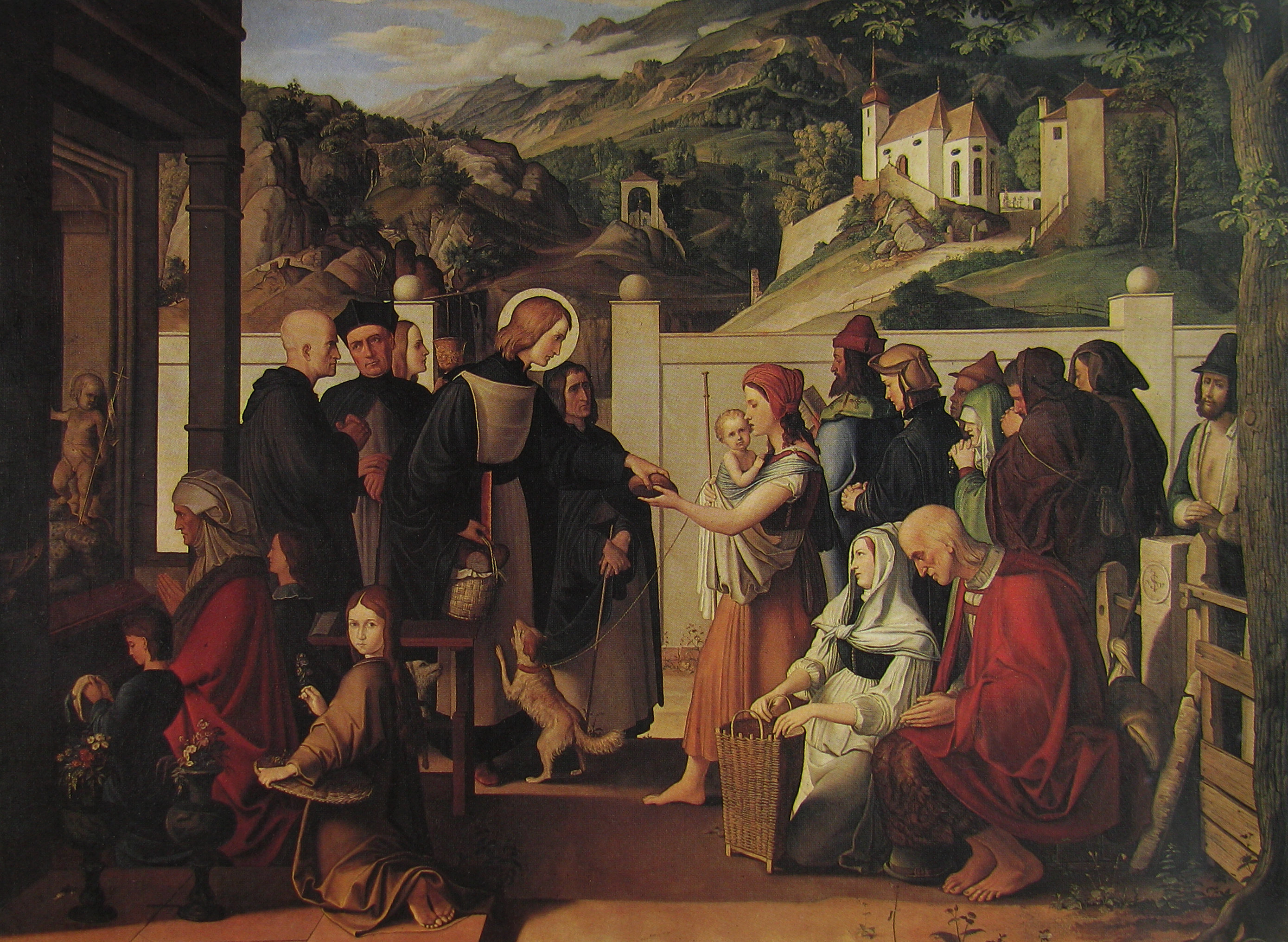
Julius Schnorr von Carolsfeld, L'elemosina di san Rocco, 1817.

Nacque da una famiglia agiata di Montpellier, in Francia. I genitori, Jean e Libère, erano avanti con gli anni e oramai avevano perso la speranza di avere un figlio. Pertanto la nascita di Rocco venne presa come una grazia ricevuta e per questo l'evento fu molto festeggiato, anche in funzione del fatto che veniva data una discendenza al casato. Il battesimo di Rocco avvenne nel santuario cittadino di Notre-Dame des Tables.
Ricevette un'educazione fortemente cristiana da parte della madre, che lo indirizzò verso una profonda devozione alla Vergine Maria e che lo spinse sin dalla nascita a diventare un "servo di Cristo", ossia seguire Gesù nelle sofferenze terrene prima di accedere alla gloria celeste, come si può notare dalla croce rossa marchiata sul suo petto come simbolo di vocazione eterna. Il suo sentimento religioso, i suoi comportamenti abituali (consolare il pianto dell'orfano, prestare assistenza all'infermo, dare da mangiare all'affamato), il suo carattere amabile nonostante le sue ricche origini, ricordavano a distanza di un secolo Francesco d'Assisi a cui Rocco era devoto. A queste qualità d'animo si univano le doti della mente grazie alla formazione sino all'età di vent'anni presso l'università di Montpellier. Più o meno ventenne, gli vennero a mancare a breve distanza l'uno dall'altro i genitori e, successivamente a questi eventi, distribuì ai poveri i suoi averi e s'incamminò per voto in pellegrinaggio verso Roma con l'abbigliamento tipico dei pellegrini dell'epoca.

### Il pellegrinaggio verso Roma

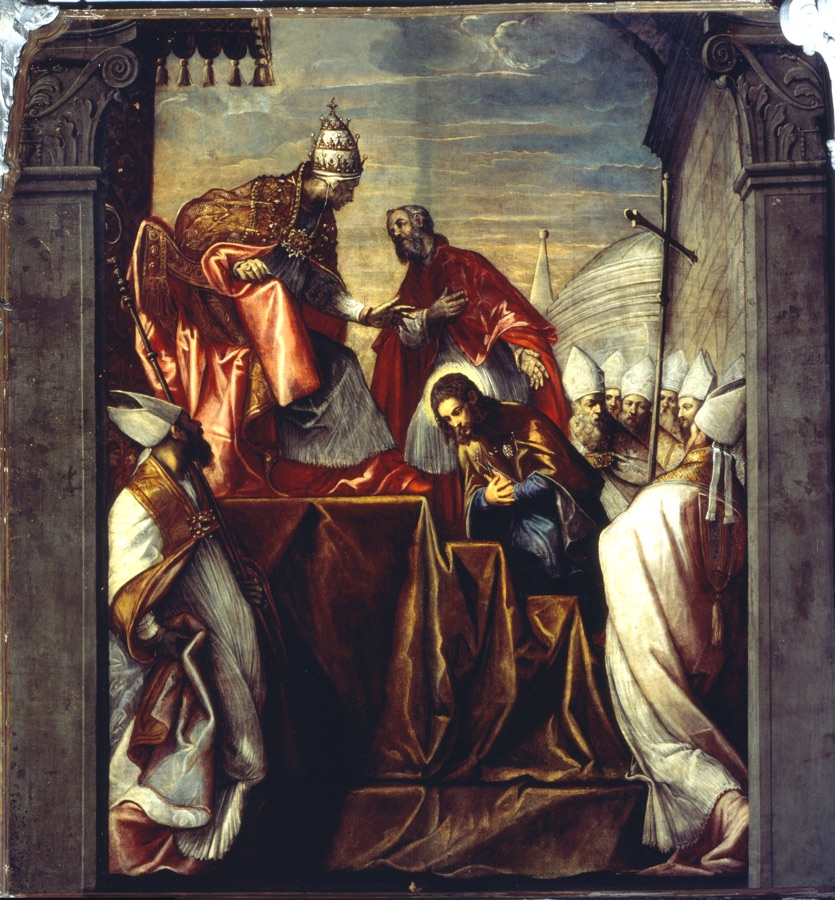
Jacopo Tintoretto, San Rocco presentato al Papa, XVI secolo.

Rocco si incamminò, presumibilmente, da Montpellier a Saint-Gilles, dove imboccò la via Tolosana (chiamata oltralpe via Italiana), strada di pellegrinaggio tra il sud della Francia e il nord Italia, passando per Arles, Tarascon e Aix-en-Provence. Il tratto di strada successivo, per raggiungere la Toscana, è soggetto a due ipotesi: o la più breve, cioè la via Aurelia passando per Nizza, Savona, e fino a Genova, o quella più utilizzata dai pellegrini dell'epoca, che attraversava le Alpi sul Colle del Monginevro (sopra Briançon) per raggiungere la via Aemilia Scauri finendo quindi per confluire in quella che era la via Francigena, chiamata anche «romea» poiché conduceva i pellegrini a Roma. Entrambe le ipotesi confluiscono a Luni per poi attraversare Lucca, Firenze, Siena.
Questo tragitto in terra italiana avvenne durante l'epidemia di peste che investì l'area negli anni 1367 e 1368, e Rocco andò a soccorrere i contagiati anziché scappare dai luoghi ammorbati. Il pellegrino francese comunque aveva già conosciuto l'epidemia nella sua giovinezza a Montpellier, poiché la città occitana era stata investita dal morbo nel 1358 e nel 1361. Nella tragedia che colpì l'Italia, si faceva strada Rocco che, nonostante la sua persona delicata (piccolo di statura, pelle bianca, mani sottili ed eleganti, capelli biondi e arricciati, occhi dolci e pensosi e una testa piccola e regolare), si sentiva ugualmente idoneo ad affrontare il grave pericolo di un lungo viaggio e dedicarsi alla sua vera vocazione: la carità, senza alcun limite di tempo e spazio. Nel suo pellegrinaggio mai si confuse nella folla intenta a visitare e ammirare le chiese e i monumenti delle città.
Dalla Toscana Rocco raggiunse Acquapendente, una delle poche città ricordate unanimemente da tutte le antiche agiografie, non solo come tappa fondamentale e irrinunciabile per qualunque pellegrino medievale diretto a Roma, ma soprattutto in quanto suggestivo luogo del primo, importante episodio della vita di Rocco in terra italiana. Arrivò nel paese tra il 25 e il 26 luglio del 1367 e l'incontro con Vincenzo, presumibilmente sopraintendente nel locale Hospitale di San Gregorio, è infatti diventato l'unico episodio che possa essere paragonato, in termini di popolarità, con i celebri eventi della zona di Piacenza. Un fatto straordinario accompagnò la missione del giovane pellegrino ad Acquapendente: su invito di un angelo, egli benediceva gli appestati con il segno della croce e all'istante li guariva toccandoli con la mano taumaturgica. Così, in breve tempo, l'epidemia si estinse.
Lasciata Acquapendente Rocco abbandonò la strada per la Città Santa per andare a Cesena, dove era in corso un'epidemia di peste, quindi riprese il suo percorso, sempre sulla via Francigena, da Arezzo, Orvieto, Bolsena, Viterbo, Sutri, arrivando a Roma.
Giunto a Roma, sempre nel periodo compreso tra il 1367 e il 1368, vi rimase tre anni curando gli ammalati all'Ospedale di Santo Spirito. Nella città eterna curò anche, fino a ottenerne la guarigione, un cardinale non meglio individuato che lo presentò in udienza al pontefice, che rimase ammirato da quel giovane.

### Il soggiorno a Piacenza

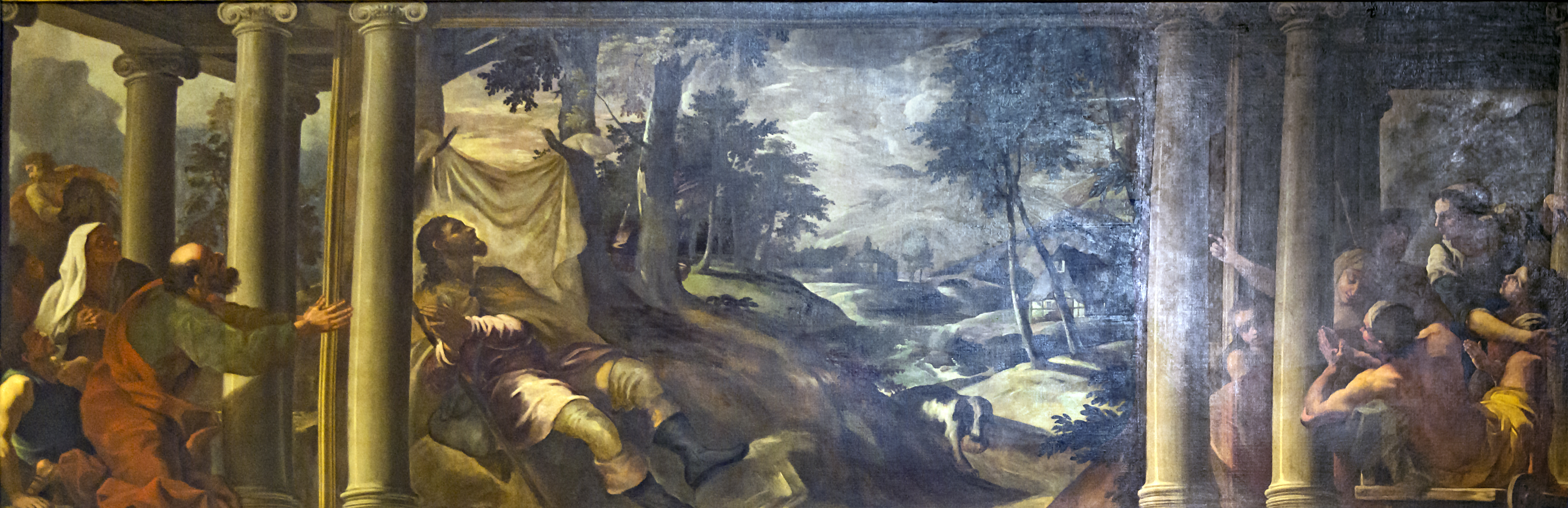
Jacopo Tintoretto, San Rocco colpito dalla peste, 1559.

Rocco ripartì da Roma per ritornare a Montpellier. Tra i luoghi toccati durante il viaggio di ritorno ci sono Assisi, Rimini, Forlì, ancora una volta Cesena, Bologna, Parma,  Modena, dove intervenne in altre epidemie, occupandosi di malati che, a volte, venivano abbandonati persino dai familiari. Molti di essi guarirono in modo miracoloso, cosa che iniziò a far emergere i carismi del santo presso la gente.
Questo viaggio fu interrotto da un'epidemia di peste, in corso a Piacenza. Rocco vi si fermò ma mentre assisteva gli ammalati, probabilmente nell'ospedale di Santa Maria di Betlemme, venne contagiato. Per non mettere a rischio altre persone, si trascinò fino a una grotta o una capanna lungo il fiume Trebbia, secondo la tradizione in una zona che all'epoca era alla periferia di Sarmato, sempre sulla via Francigena. Con il passare del tempo, la fame e la sete sembrano diventare la causa della sua prossima fine. Le antiche agiografie, a questo punto, narrano che un cane durante la degenza di Rocco appestato, provvide quotidianamente a portargli come alimento un pezzo di pane sottratto alla mensa del suo padrone e signore del luogo. Se si trattasse del castello di Sarmato, il nobile potrebbe essere identificato in Gottardo Pallastrelli che, seguito il cane per i tortuosi sentieri della selva, giunse nella capanna di Rocco. Soccorso e curato dal nobile signore, Rocco riprese il suo cammino. Gottardo voleva seguirlo nella vita di penitenza ma Rocco glielo sconsigliò. Nonostante ciò, talmente commosso alla vista di quel mendico e affascinato dalle sue parole, cedette anch'egli ai poveri il suo patrimonio e si ritirò da pellegrino in quella capanna. Gottardo, secondo alcuni storici, divenne il primo biografo del santo francese.
La peste intanto riapparve di nuovo violenta a Piacenza e quindi Rocco ritornò in città sul campo d'azione; debellato definitivamente il morbo nella città e nei villaggi circostanti, il santo si ritirò nella selva, per occuparsi degli animali colpiti dalla peste, non più isolato bensì accompagnato da parecchi piacentini che professandosi suoi discepoli, mostrarono l'interesse di coadiuvarlo e trasmettere il suo coraggio e le sue parole. Esaurito il suo compito, riprese la strada per il ritorno in patria.

### La prigionia e la morte

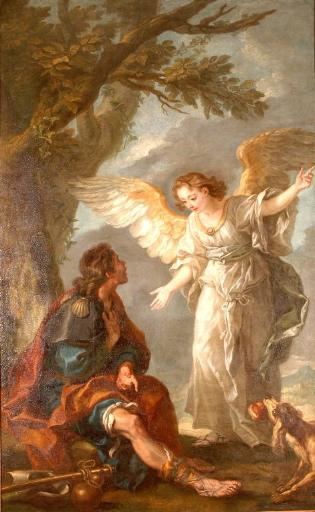
Charles-Amédée-Philippe van Loo, San Rocco e l'angelo, XVIII secolo.

Tutte le antiche fonti, e le nuove scoperte storiche, concordano sul racconto degli ultimi anni di vita di Rocco. Al contrario la località di ambientazione dei fatti è discordante. L'antica tradizione vuole che il santo sia tornato a Montpellier mentre le scoperte successive concordano che quello che avrebbe dovuto essere il ritorno nella sua città natale si interruppe sempre in terra italiana, probabilmente a Voghera (gli errori e le alterazioni di dizione, crearono una confusione con Angera).

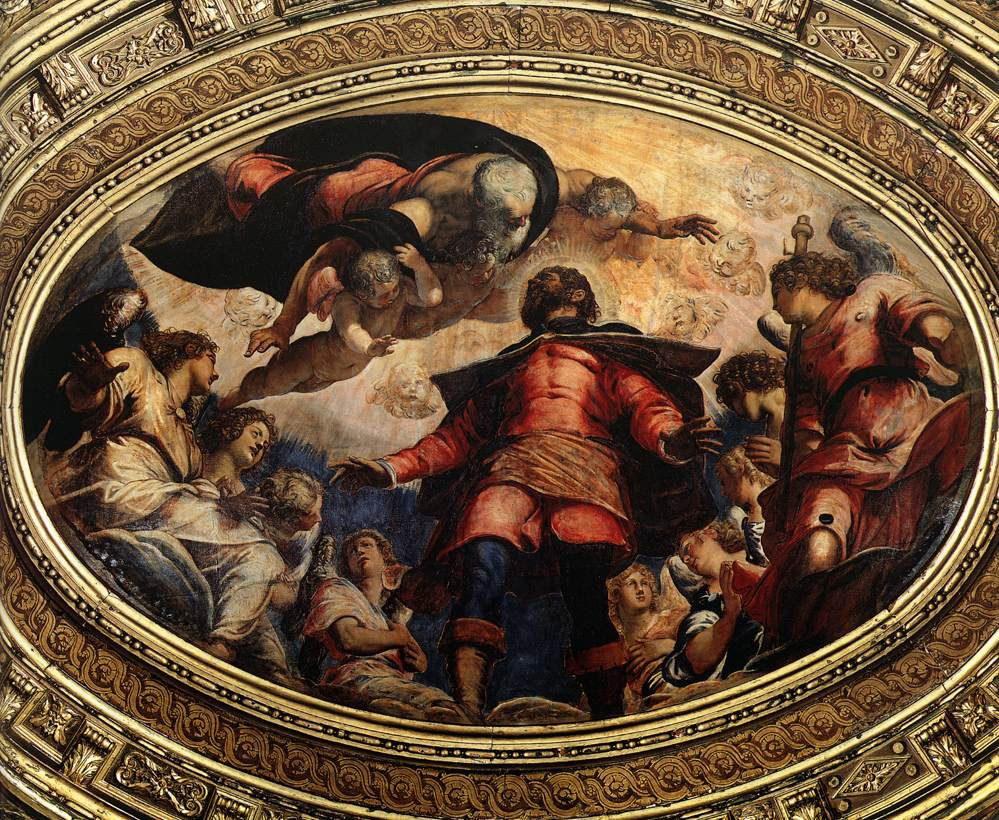
Jacopo Tintoretto, San Rocco in gloria, 1564.

In una regione funestata dalla guerra giunse Rocco, anelante di ritornare in patria senz'altro chiedere che una tranquilla ospitalità. Dalla barba lunga e incolta, avvolto in poveri e polverosi abiti, con il viso trasfigurato dalla sofferenza della peste, giunse al confine della cittadina, non sfuggendo né alla curiosità della gente né alla vigilanza delle sentinelle. Nessuno lo riconobbe, pur essendo i suoi parenti per parte di madre di origine lombarda: sospettato per la sua riluttanza a rivelare le sue generalità (dicendo di essere «un umile servitore di Gesù Cristo») e scambiato per una spia, fu legato e condotto dinanzi al governatore, suo zio paterno, che non lo riconobbe (e nulla fece Rocco per farsi riconoscere). Non si ribellò quando senza ulteriori indagini e senza processo finì in carcere restandovi per un lungo periodo (dai tre ai cinque anni) dimenticato da tutti.
La prigionia fu vissuta dal santo in un tormentoso silenzio e nel desiderio di essere lasciato in solitudine, non riconosciuto, a vivere quei pochi giorni che gli restavano. Non si lamentava della sua sorte, anzi aumentava i tormenti del carcere castigando la sua persona con molte privazioni, continue veglie e flagellazioni cruente. Se gli si domandava: «È mai vero che siete un esploratore dei nostri nemici?» lui rispondeva: «Io sono peggiore di una spia». Nonostante gli innumerevoli sforzi di un sacerdote, insospettitosi dello strano atteggiamento di Rocco durante le sue visite in carcere, di perorare la causa del prigioniero, il governatore non prestò ascolto. Intanto nella cittadina correva la notizia che in carcere un innocente si lasciava morire. Rocco morì nella notte tra il 15 e il 16 agosto, in un anno imprecisato tra il 1376 e il 1379.
L'annuncio della sua morte lasciò un intenso dolore, che invase l'intera popolazione unito allo sgomento per aver fatto morire un innocente in carcere. Tale commozione esplose quando a fianco della sua salma venne ritrovata una tavoletta, sulla quale erano incisi il nome di Rocco e le seguenti parole: «Chiunque mi invocherà contro la peste sarà liberato da questo flagello». Soprattutto suscitò scalpore il riconoscimento del corpo da parte di una dama, la nonna di Rocco e madre del governatore, che grazie alla croce rossa impressa sul suo petto identificò in lui suo nipote. Il compianto di un'intera cittadinanza fu il premio di tanta virtù, e in sua memoria la salma, sulla quale si scolpirono le parole rinvenute sulla tavoletta, venne deposta in una grande chiesa.
Voghera divenne il luogo del primo deposito del corpo del santo e, soprattutto, il fulcro della prima espansione del suo culto, insieme alle limitrofe zone piacentine.

## Agiografie e riferimenti storici

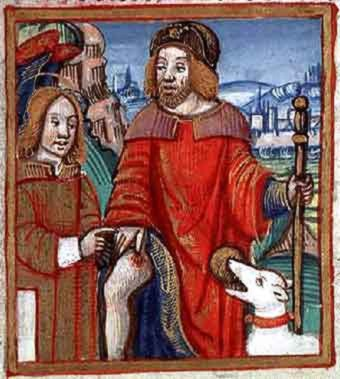
Antica immagine di san Rocco.

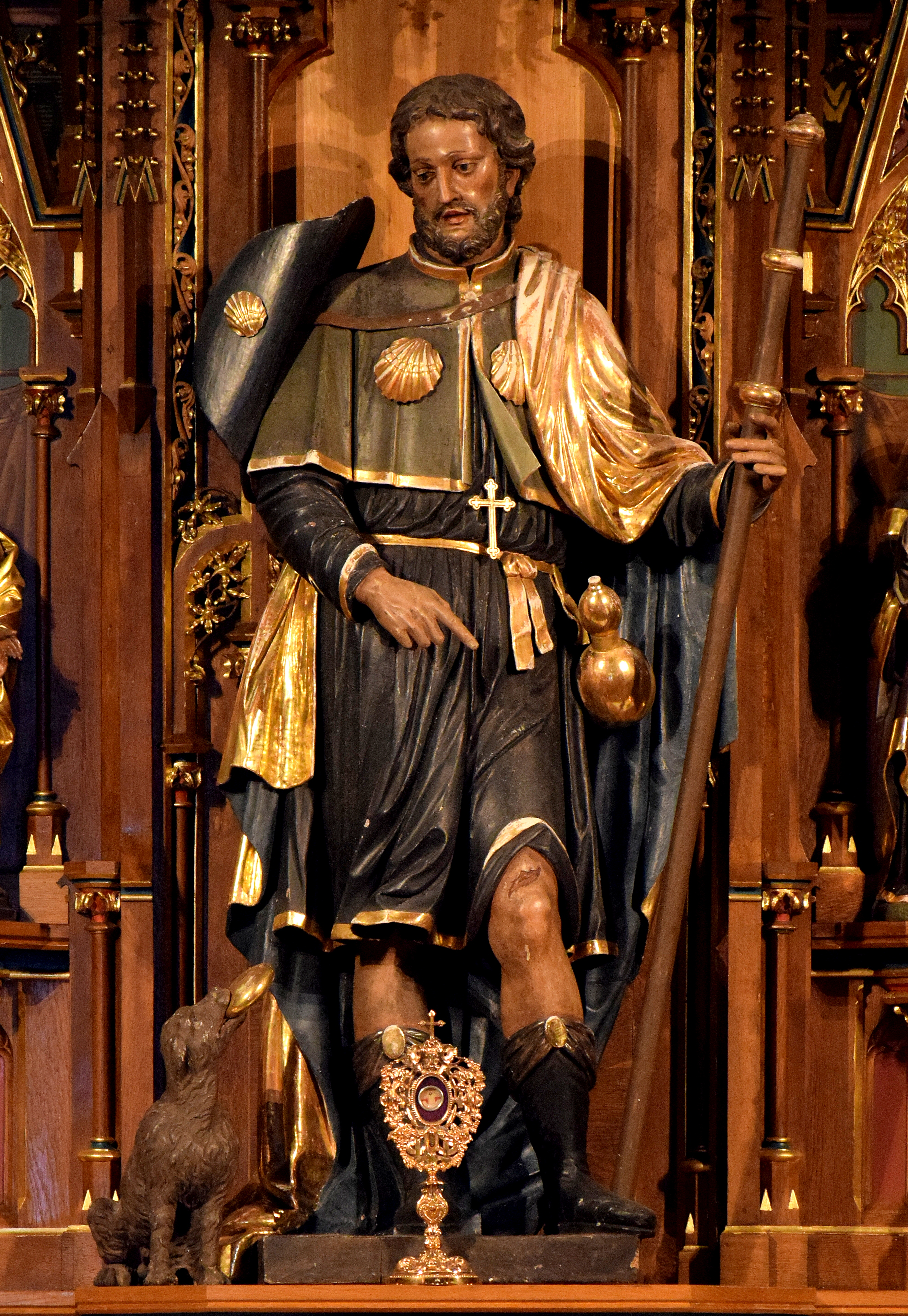
Statua di san Rocco a Bingen, in Germania.

### Agiografie
Le notizie su san Rocco che si sono trasmesse nel corso dei secoli, hanno avuto come riferimento essenziale alcune agiografie di epoca quattrocentesca. Le agiografie più antiche sono le seguenti:
- Francesco Diedo, Vita Sancti Rochi (1479). Cinque edizioni in lingua latina, due in lingua italiana;[29]
- Anonimo tedesco, Historie von Sant Rochus (1482). Tre edizioni in lingua tedesca;[30]
- Anonimo latino, Acta breviora (1483). Due edizioni in lingua latina, ma all'interno di opere generali sui santi;[31]
- Jehan Phelipot, La vie et légende de msgr. Saint Roch (1494). Tre edizioni in lingua francese;[32]

A queste vanno aggiunte altre opere di minor rilievo:
- Anonimo, Compendium vitae sancti Rochi (1493);
- Ercole Albiflorio, Vitae (1494);
- Jean de Pins, Vita Sancti Rochi (1516);[6]
- Lelio Gavardo, Vitae  (1576).

Ma in ogni caso, l'elemento essenziale è che queste agiografie hanno rappresentato, per cinque secoli, le fonti di riferimento fondamentali e uniche, non solo per i devoti, ma anche per gli storici. Inoltre, secondo un'antica tradizione, l'anonimo latino che compose l'Acta breviora sarebbe Gottardo Pallastrelli, discepolo e amico del santo durante il soggiorno a Piacenza e, di conseguenza, l'opera non potrebbe essere stata realizzata nel 1483, ma nel periodo in cui visse il santo. Questo spiegherebbe l'ampiezza degli sviluppi concernenti le vicende di san Rocco nella città emiliana e le imprecisioni di tutte le annotazioni riguardanti Montpellier.
Dopo l'anno 2000 invece sono state ritrovate ben tre agiografie del quattrocento, sconosciute alle precedenti generazioni di studiosi:
- Domenico da Vicenza, Istoria di San Rocco (1478/1480). Un'edizione in lingua italiana, più un manoscritto;[33]
- Paolo Fiorentino, Vita del glorioso confessore San Rocho (1481/1482). Un'edizione in lingua italiana;[34]
- Bartolomeo dal Bovo, Vita Sancti Rochi confessoris (1487). Un manoscritto in lingua latina.[35]

Si tratta di testi di straordinario valore, in particolare il primo e il terzo, che hanno determinato una vera e propria svolta negli studi su san Rocco, soprattutto a proposito della ricostruzione delle derivazioni testuali fra l'agiografia "capostipite" e le successive. Si potrebbe oggi ritenere che la prima biografia dedicata al santo non sia quella del Diedo, ma quella di Domenico da Vicenza. E non si può escludere che il manoscritto di Bartolomeo dal Bovo possa essere collegato alla primissima agiografia rocchiana.

### Riferimenti storici
Alcuni storici sostengono l'appartenenza di san Rocco all'influente famiglia dei Rog, che esercitò alte funzioni nel governo di Montpellier nei secoli XIII e XIV e che questo nome appartenente ad una famiglia della Linguadoca venne scambiato in Italia per un nome di battesimo. Per contro, è stato fatto notare come Rochus esistesse già prima, come nome, nell'onomastica medievale.
Per quanto riguarda la cronologia della vita di san Rocco, per diversi secoli è stata accettata quella tradizionale di Francesco Diedo, l'autore della più celebre opera dedicata al santo. Secondo l'autore veneziano, Rocco sarebbe nato nel 1295 e morto nel 1327, ma tali date sono state respinte dagli studiosi, soprattutto a seguito delle importanti ricerche di alcuni storici del Novecento, in particolare Antonio Maurino e Augustin Fliche. La loro ricostruzione è nota come la nuova cronologia. Secondo l'agiografia comparata alle più recenti indagini biografiche, confrontando e incrociando le date della vita del santo e gli eventi storici dell'epoca, è nella seconda metà del Trecento che si può attestare la vita di san Rocco, circoscritta nel periodo compreso tra il 1345-1350 ed il 1376-1379.
Lo spostamento della cronologia dagli inizi del Trecento alla seconda metà del secolo, farebbe coincidere il soggiorno romano di san Rocco con il ritorno nella città eterna di papa Urbano V (1367-1370) e, pertanto, il cardinale di cui parlano le agiografie altri non sarebbe che Anglico de Grimoard.
Alcune tra le più antiche fonti quattrocentesche riportano che la morte di san Rocco di Montpellier avvenne martedì 16 agosto 1377, ma in realtà quell'anno a tale data corrispondeva la domenica. Dalla verifica degli anni in cui il 16 agosto cadeva di martedì spicca, significativamente, il 1379. Inoltre in quel periodo nelle carceri di Voghera moriva un pellegrino di origine francese arrestato circa cinque anni prima con l'accusa di spionaggio, aggravata dalla reticenza nel dare le proprie generalità.

## Canonizzazione
(Martirologio Romano, ed. 2004, al 16 agosto.)
L'apertura del processo di canonizzazione di san Rocco si farebbe risalire a papa Gregorio XI, ma non esistono documenti in merito.

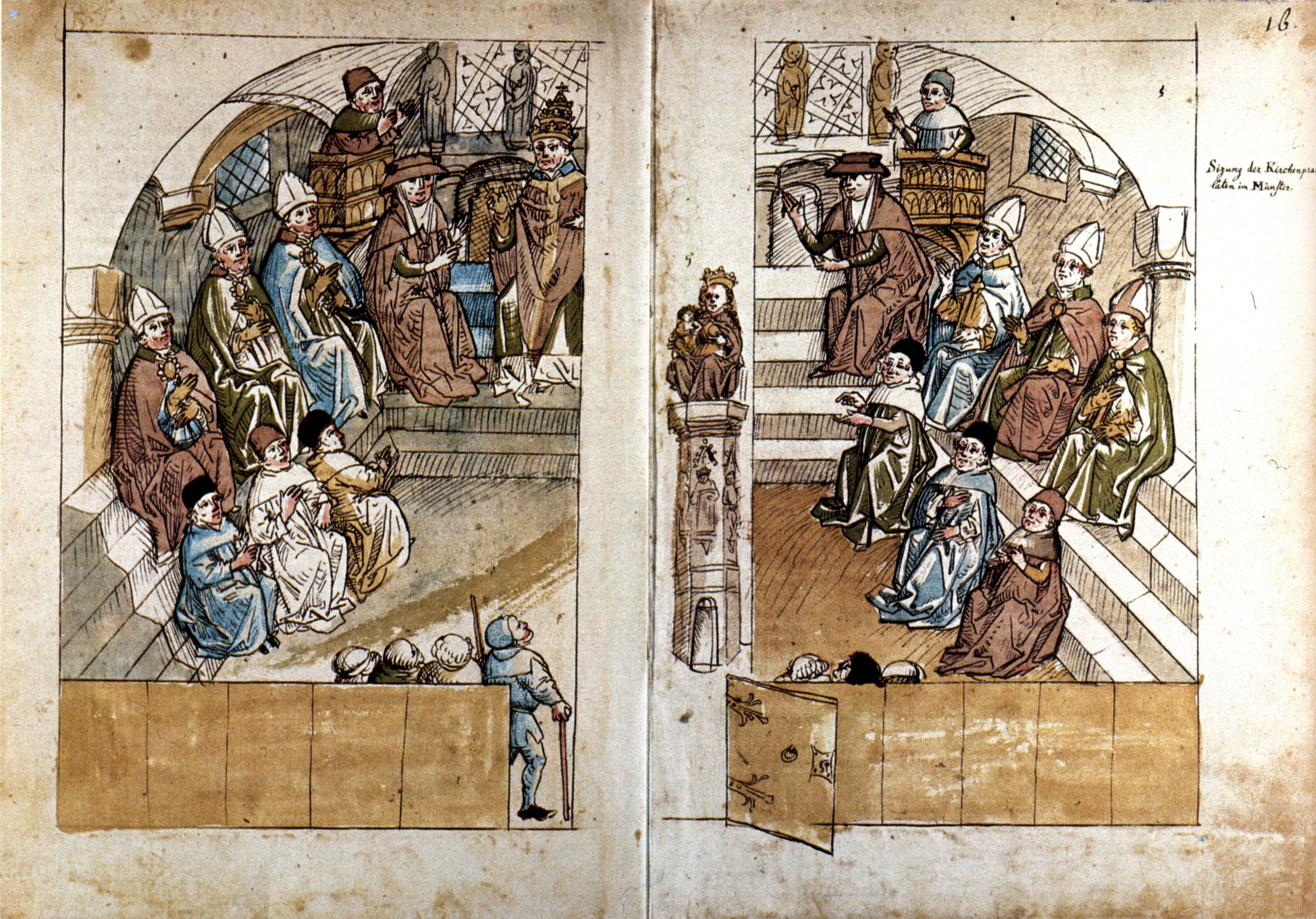
Una stampa raffigurante il Concilio di Costanza del 1414.

L'ipotesi più celebre, inserita nell'antica Vita sancti Rochi del Diedo, è che la canonizzazione sia avvenuta durante il concilio di Costanza nel 1414 quando, secondo la tradizione, la cittadina fu colpita dalla pestilenza e mentre i padri conciliari stavano discutendo se convenisse lasciare la città, un giovane cardinale propose in assemblea come unica soluzione il ricorso a un uomo di Dio, san Rocco.  La proposta fu accolta e dopo aver portato in processione per la città l'immagine del santo, la città fu in breve tempo liberata dal morbo.  Fu quella, quindi, una canonizzazione avvenuta per acclamazione di popolo e ufficialmente riconosciuta dal concilio. Alcuni scrittori successivamente sostennero che si fosse verificata una confusione con il concilio di Ferrara del 1437-1439.
Il più antico documento conosciuto di attestazione ufficiale del culto di san Rocco, è di recente scoperta ed è il Messale ambrosiano del 1476 conservato nella Biblioteca statale di Cremona, nel quale è riportata la festa di san Rocco al 16 agosto. Il documento precede quindi di tre anni la più antica agiografia attualmente conosciuta. Dal 1484 si hanno notizie invece di una messa a Norimberga dedicata al santo francese, mentre sul finire del Quattrocento anche il messale romano comprendeva fra i suoi rituali una messa particolare in onore di san Rocco, sempre alla data del 16 agosto.
Nel 1499 papa Alessandro VI diede il suo assenso alla creazione di una confraternita romana intitolata a san Rocco, mentre nel 1547 papa Paolo III lo fece inserire nel Martirologio Francescano in quanto fece menzione nella bolla cum a nobis dell'appartenenza di san Rocco al Terz'ordine francescano.
Nel 1590, papa Sisto V chiese all'ambasciatore veneziano a Roma Alberto Badoer di procurargli informazioni sulla vita e sui miracoli del santo, in modo da poterlo canonizzare ufficialmente e, successivamente, papa Gregorio XIV fece iscrivere il suo nome nel primo Martirologio Romano:
(Martirologio Romano del XVI secolo)
Il 16 luglio 1629 papa Urbano VIII invocava «per sé e per tutto il popolo romano» la protezione di san Rocco contro le epidemie, per poi approvare definitivamente il suo culto con un breve apostolico il 26 ottobre dello stesso anno. La Congregazione dei riti concesse un ufficio e una messa propri alle chiese costruite in onore del santo.
Nel 1694, papa Innocenzo XII prescrisse ai francescani di celebrarlo con il rito doppio maggiore.
Nell'ultima edizione del Martirologio Romano, pubblicata nel 2004, la festività di san Rocco è confermata al 16 agosto.

## Culto
(Augustin Fliche, Saint Roch. Vol. 22 de L'Art et les Saints, Ed. Laurens, 1930)

### Diffusione
(Acronimo di «Viva San Rocco», dipinto nei secoli passati sopra le porte d'ingresso delle case nel sud della Francia e nel nord della Spagna, a protezione dell'abitazione dalla peste.)
Dopo la morte di san Rocco, avvenuta come detto nel periodo compreso tra il 1376 e il 1379, le più antiche notizie di diffusione del suo culto si hanno fin dal 1382, quindi pochi anni dopo la scomparsa. Nell'Archivio Storico del Comune di Voghera, in quell'anno, è citata una festa dedicata al santo francese. Cinque anni dopo, nel 1387, un documento della sua città natale, Montpellier, riporta che «il 16 agosto è la festa di mons. san Rocco, figlio di Montpellier, e gli è stata intitolata una cappella».
Il culto di san Rocco nacque quindi tra l'Italia (oltre Voghera si sviluppò ben presto da Piacenza a Brescia, fino a raggiungere Venezia) e la Francia (dove invece i fulcri iniziali si ebbero a Lodève e Puy, oltre a Montpellier). Nella sua città natale, l'ordine dei frati predicatori eresse una cappella in suo onore nel 1420  all'interno del proprio convento cittadino. Per questo i dominicani saranno per secoli propagatori del culto di san Rocco, assieme ai frati dell'Ordine della Santissima Trinità, i trinitari, che ad Arles custodivano delle reliquie del santo dal 1399.
Nel resto d'Italia, cappelle votive e chiese a lui intitolate cominciarono a sorgere nella prima metà del XV secolo nel cuore delle regioni settentrionali. Anche nell'Italia centrale la venerazione per il santo francese ebbe una diffusione già nel corso del XV secolo in Toscana, Lazio e Umbria. La diffusione del culto nel mezzogiorno registrò invece un certo ritardo, attestandosi agli inizi del XVI secolo con la concomitanza di eventi epidemici. In Puglia però la devozione era già stata introdotta in precedenza, sul finire del Quattrocento, dai veneziani. Nel Belpaese nacquero fin da subito anche numerosi sodalizi e confraternite dedicate al santo taumaturgo.
In Francia invece il culto si estese subito in tutta la parte meridionale della nazione, in Alsazia, in Corsica e a Parigi.
Una diffusione straordinaria vi fu anche in tutto il resto dell'Europa occidentale, nella seconda metà del XV secolo, da Lisbona alla Polonia, fino alle città Scandinave. In Germania san Rocco era già festeggiato nel 1484 a Norimberga (dove il culto venne portato da una famiglia di commercianti, gli Imhoff, che avevano stretti rapporti con Venezia e che fecero della città bavarese il più importante centro di devozione dopo la città veneta), e la devozione arrivò a Colonia e nelle città del mare del Nord.
I pellegrinaggi in onore di san Rocco ebbero una frequenza eccezionale, soprattutto in periodi di epidemie. Oltre a quelli di Arles e di Venezia, città che ospitavano reliquie del santo, i principali furono a Rochusberg presso Bingen am Rhein in Germania e ad Anversa e Huy in Belgio.
L'Ordine francescano e l'Ordine dei frati minori cappuccini furono però gli ordini più ferventi nel propagare del culto di san Rocco, in virtù della bolla papale Cum a nobis del 1547 nella quale papa Paolo III fece menzione dell'appartenenza del santo taumaturgo al Terz'Ordine Francescano.
Con l'inizio dell'età moderna il culto di san Rocco varcò i confini dell'Europa, estendendosi nell'America Latina, nel Nordamerica, nel Madagascar, in Libano e in Indocina.
In Francia la devozione per san Rocco conobbe un nuovo sviluppo nel XVII secolo, anche se la progressiva scomparsa della peste in Occidente a partire da quel secolo, produsse un'evoluzione del ruolo di san Rocco quale intercessore contro altre epidemie.
Anche in funzione dei nuovi patronati di san Rocco, il culto rifiorì in seguito alle epidemie di colera del XIX secolo (1837, 1854, 1866, 1884, 1893) Il 18 ottobre 1854 papa Pio IX annunciò sul Giornale di Roma, a seguito della diffusione del colera nella città eterna, l'indulgenza di sette anni per chi avesse visitato la chiesa di San Rocco all'Augusteo, e plenaria per chi l’avesse visitata per sette volte. In precedenza il pontefice aveva prescritto l'esposizione delle reliquie del santo.
Nella Francia meridionale, sempre nell'Ottocento, gli furono rivolte delle preghiere pubbliche per il diffondersi della fillossera.
Oggi il culto di san Rocco è molto importante e diffuso in Italia, Francia, Spagna, Portogallo, Croazia, Belgio, Canada, Brasile, Argentina, Filippine, Venezuela, Iraq.
Nel 2020, con il diffondersi nel mondo della pandemia di COVID-19, comunemente indicata come malattia da coronavirus, la figura di san Rocco è stata oggetto di preghiere a protezione contro il contagio dal virus. Queste preghiere sono state effettuate in Italia, Francia, Germania, Paesi Bassi, Spagna, e in alcune comunità cattoliche dell'Estremo Oriente (Filippine, Hong Kong e Macao). Infatti, nei risultati di un sondaggio pubblicato dalla rivista scientifica Ethics, Medicine and Public Health sui santi più invocati dai cattolici (in questo caso europei) contro la pandemia di COVID-19, è emerso che san Rocco è secondo solo a santa Rita da Cascia nelle richieste di protezione contro il morbo. Papa Francesco il 6 dicembre 2020 scrive una lettera ai membri dell’Associazione Europea “Amici di San Rocco” esortando a continuare la preghiera a San Rocco di Montpellier, affinché interceda per la guarigione dei malati, per la consolazione delle famiglie e per la cessazione del contagio da Coronavirus.

### Reliquie

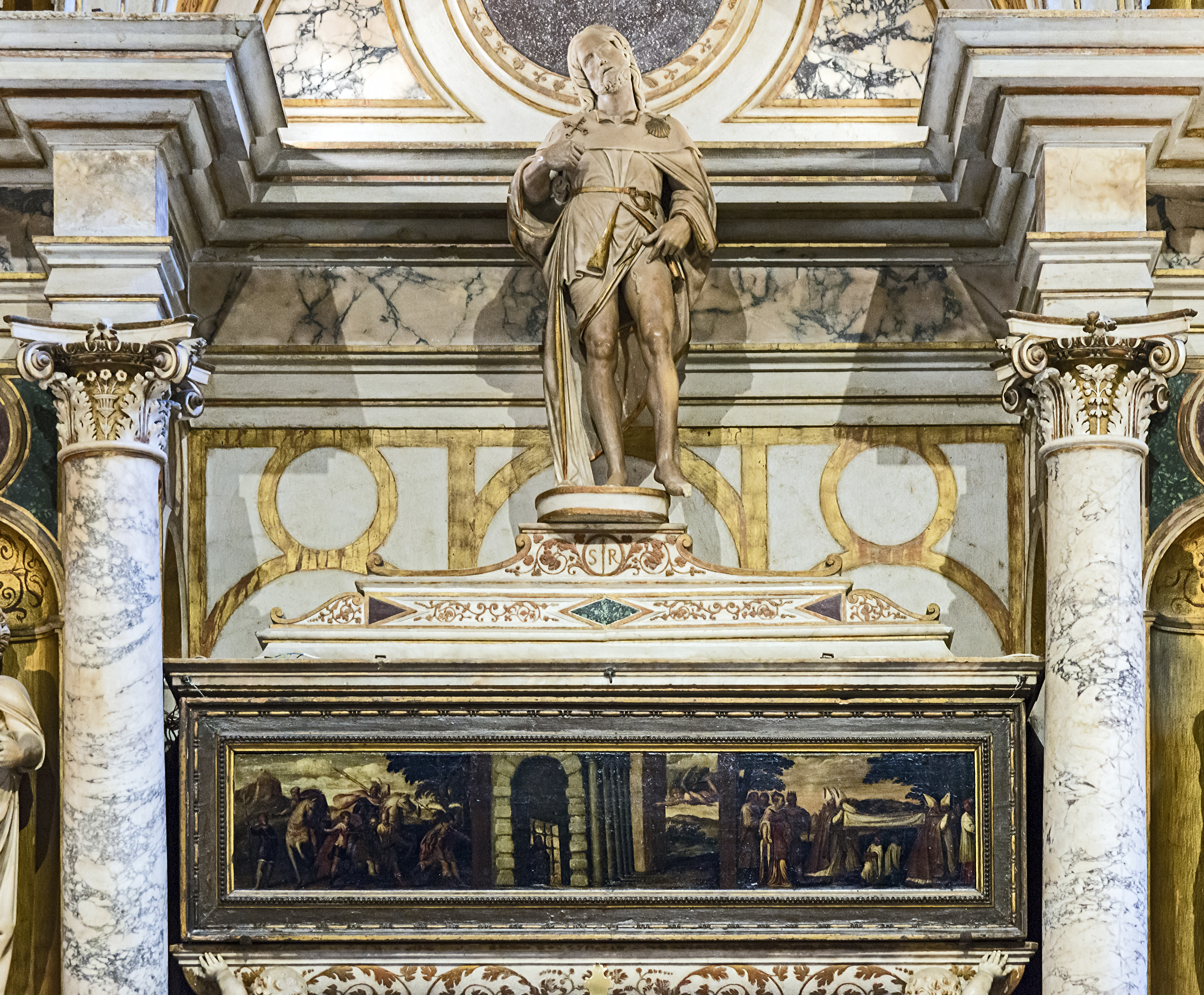
Tomba di san Rocco a Venezia.

La città di Voghera, dove san Rocco morì, è stata come detto il primo luogo di sepoltura del corpo del santo francese. I resti mortali furono deposti in una cassa in legno di noce collocata sotto l'altare maggiore della chiesa di sant'Enrico. All'interno vi era un cartoncino con la scritta «Hic iacuit corpus sancti Rochi» (qui giace il corpo di san Rocco).
Nel febbraio del 1485, secondo il dato tradizionale, a seguito di un trafugamento i suoi resti furono portati da Voghera a Venezia, salva una parte delle ossa di un braccio che rimarranno nella città lombarda. Il 13 marzo di quell'anno il patriarca Maffeo Girardi comunicava al Consiglio dei Dieci l'avvenuta traslazione del santo e la reliquia fu deposta provvisoriamente prima nella chiesa di San Geminiano, poi nel palazzo del patriarca di Grado presso la chiesa di san Silvestro, fin quando fu trasferita definitivamente, il 3 marzo 1490, nella nuova chiesa di San Rocco. Recenti scoperte rivelerebbero che lo spostamento dei resti da Voghera a Venezia non avvenne a seguito di un furto, ma si trattò di una regolare compravendita concretizzatasi nel 1483.

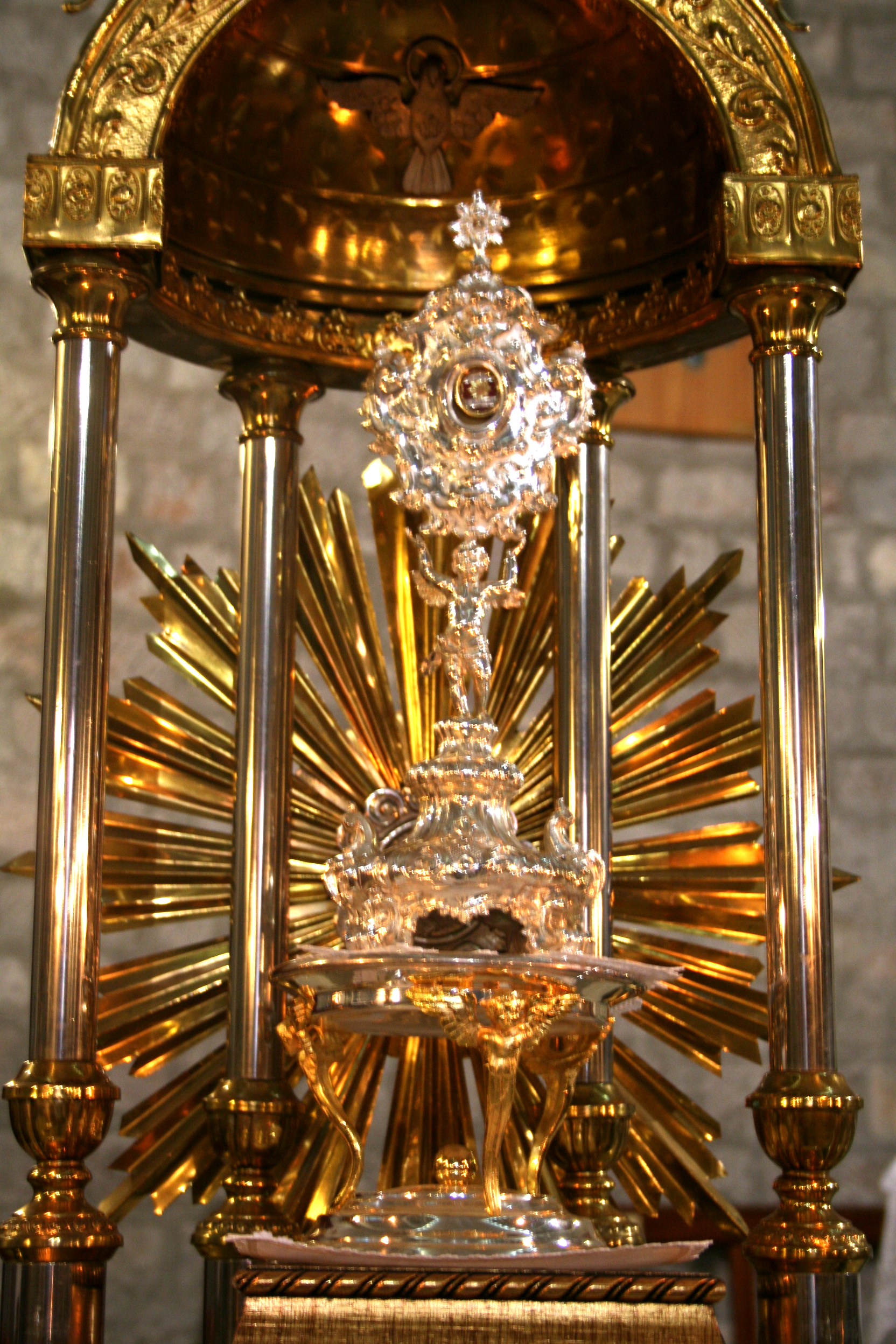
Reliquia di san Rocco a Satriano di Lucania.

Per secoli gli storici linguadochiani avevano affermato invece che il corpo di san Rocco, dopo la morte, era stato sepolto in una cappella della chiesa dei domenicani a Montpellier e che, nel 1399, il maresciallo Jean II Le Meingre detto "Boucicaut" avesse trasportato i suoi resti ad Arles, dove furono oggetto di una venerazione duratura, salvo alcuni frammenti che furono riportati nel XVII secolo da Arles a Montpellier. Negli ultimi anni questa tesi è stata smontata, per cui le uniche e vere reliquie del santo sono quelle di Venezia o di derivazione veneziana.
Nel 1575, per volontà di papa Clemente VIII, una reliquia (e precisamente dalle ossa di un braccio), fu fatta giungere da Venezia a Roma e custodita nella basilica di San Sebastiano fuori le mura fino al 28 ottobre 1597, quando venne traslata nella chiesa di San Rocco all'Augusteo. Il reliquiario contenente l'«insigne reliquia del braccio del glorioso San Rocco» anticamente veniva esposto in maniera solenne ogni anno, la seconda domenica dopo Pasqua, mentre ad oggi è annualmente itinerante nelle comunità che lo venerano, per darne valenza spirituale.
Nel 1856 un'altra porzione di reliquie, per la precisione una tibia, fu donata dalla chiesa veneta all'abate Recluz di Montpellier ed è custodita nel santuario di San Rocco. La reliquia, al cui arrivo in città vennero svolti otto giorni di festa, fu sottoposta all'esame di una commissione di verifica comprendente professori della facoltà di medicina dell'Università di Montpellier. Inoltre, la città natale conserverebbe nel santuario cittadino anche il presunto bastone del santo taumaturgo.
Un'esposizione temporanea del corpo del santo, lontano da Venezia, avvenne nel 1995 quando il cardinale Marco Cé, patriarca di Venezia, acconsentì di farlo esporre presso la chiesa di San Rocco di Vernazza a Genova.
Altri frammenti delle reliquie del santo sono conservati nelle ho seguenti località italiane: Alì Terme, Castel San Giorgio,, Pandola frazione di Mercato San Severino, Cisterna di Latina, Frigento, Grisolia, Locorotondo, Montelupo Fiorentino, Motta d'Affermo, Penta di Fisciano, Pignola, San Cesario di Lecce, Satriano di Lucania, Scilla, Scordia, Torino, Troina, Tolve , Venosa.

### Patronati
(Antico responsorio)

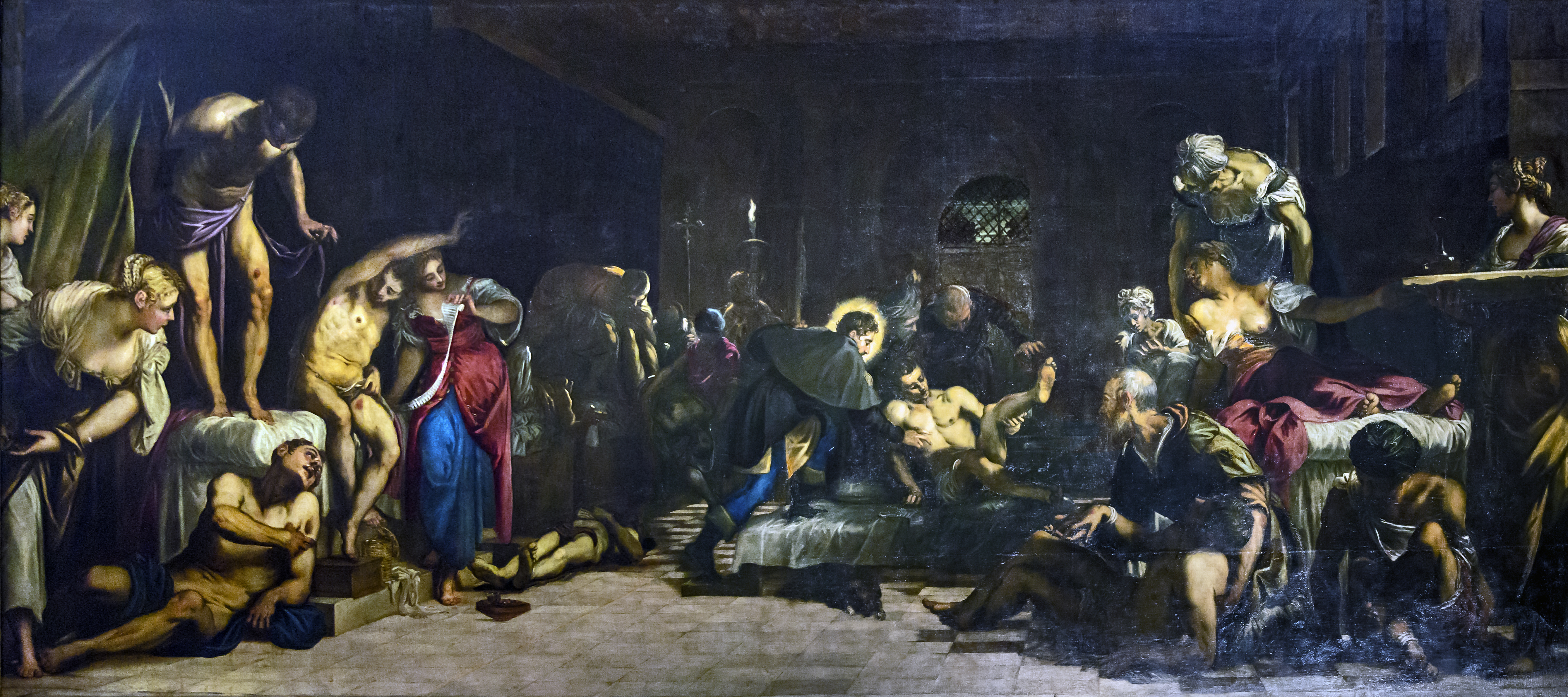
San Rocco risana gli appestati, Tintoretto (1549).

Fin dal Medioevo si invocava l'intercessione di san Rocco, presso Dio, contro la peste, autentico flagello che a più riprese si diffuse per contagio nel vecchio continente mietendo milioni di vittime. Questo in virtù della dedizione che Rocco ebbe in vita nella cura e risanamento di quanti furono colpiti da questa malattia. I recenti aggiornamenti liturgici gli riconoscono pure il patronato contro altre malattie come osteoporosi, tumore, leucemia e, in generale, contro le epidemie e tutte le malattie contagiose (lebbra, colera, AIDS, tifo, influenza spagnola, SARS).
Per quanto concerne i disastri naturali, il santo francese è invocato presso Dio contro la siccità, i terremoti e, in generale, contro tutte le calamità naturali.
È patrono dei volontari, dei pellegrini e dei viandanti (essendo stato lui stesso un pellegrino), degli automobilisti, degli assicurativi, dei farmacisti, dei chirurghi, degli infermieri (e degli operatori sanitari in generale), dei becchini, dei cavapietre, dei servitori, dei giovani e degli animali (in special modo dei cani e nelle invocazioni delle campagne contro le malattie del bestiame divenendo quindi, per estensione,  patrono dei campi e della vita contadina). Inoltre è patrono degli invalidi, dei prigionieri e degli emarginati, per aver provato le stesse condizioni durante la sua vita.
Geograficamente, san Rocco è il patrono di oltre cento comuni italiani e trenta francesi. È compatrono, tra gli altri, delle città europee di Barcellona, Napoli, Torino, Venezia e Montpellier, nonché dell'antica Costantinopoli. In America è il patrono della città colombiana di Barranquilla e in Asia della filippina Kalookan.
Nella suddivisione ecclesiale della Chiesa cattolica, san Rocco è il patrono delle diocesi filippine di Kalookan e Tagbilaran (compatrono), e di quella argentina di San Roque de Presidencia Roque Sáenz Peña, che persino prende il nome del santo.

### Luoghi di culto
Sono migliaia i luoghi di culto (chiese, cappelle, eremi, oratori o santuari) sparsi per il mondo e intitolati, o cointitolati, a san Rocco. Al santo francese sono dedicate imponenti chiese monumentali, con importanti opere d'arte, ma anche semplici cappelle disposte, per esempio, lungo viali di campagna. Questi edifici sono collocati soprattutto in Italia, nel resto d'Europa (per la maggior parte in Francia, Spagna, Germania e Benelux), nelle Americhe e nelle Filippine.
In Italia sono circa tremila i luoghi di culto dedicati al santo francese, dei quali duecentosessanta sono chiese parrocchiali, distribuiti in tutte le regioni e in gran parte delle diocesi. In quasi tutte le grandi città italiane vi è un luogo di culto dedicato a san Rocco: quattro chiese a Verona, tre chiese a Napoli, due chiese a Roma (di importanza storica e artistica la chiesa di San Rocco all'Augusteo), Genova e Venezia (con la chiesa nel centro legata alla Scuola Grande) e una rispettivamente a Torino, Palermo, Bari, Trieste, Brescia, Parma e Bologna. In passato vi erano chiese di san Rocco anche a Milano e Firenze. Numerosi sono anche i santuari, sempre in Italia, dedicati al santo francese.
Nella patria di san Rocco, la Francia, sono centinaia i luoghi di culto a lui dedicati, distribuiti in particolare nel sud del paese e in Corsica. Di questi, oltre duecento risultano iscritti nel patrimonio nazionale. Sono monumento storico ad esempio le chiese di Parigi (al cui interno  avvenne la conversione di Alessandro Manzoni) e Nizza, l'oratorio di Ajaccio e una cappella a Tolosa. Edifici dedicati al santo sono ubicati anche a Marsiglia, Amiens, Le Havre e, ovviamente, a Montpellier con il santuario cittadino.
Anche in Spagna sono tanti i luoghi di culto intitolati al santo taumaturgo, corrispondenti a settantadue parrocchie intestate o cointestate, ubicati in quasi tutte le grandi città spagnole, nonché in medio-piccoli comuni. Vi sono delle chiese di san Rocco a Madrid, Siviglia, Palma di Maiorca, Las Palmas de Gran Canaria, Cordova e La Coruna. Sempre in Spagna vi è la particolarità di numerosi eremi dedicati a san Rocco, come quelli di Bilbao, Alicante, Vigo e Vitoria.

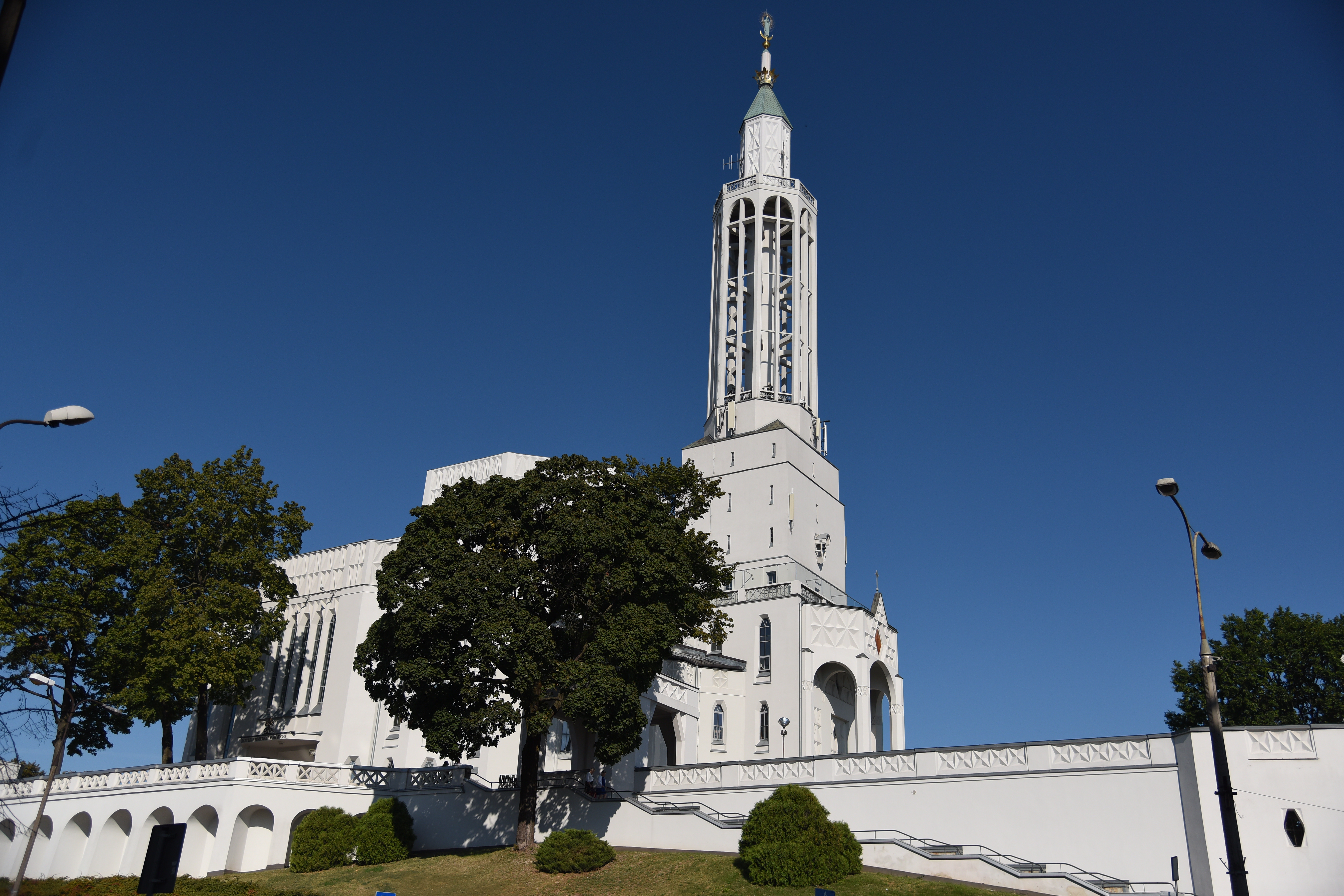
La Basilica di San Rocco a Białystok in Polonia.

In Portogallo il maggior numero di luoghi di culto è ubicato negli arcipelaghi delle Azzorre e di Madera. Da segnalare però, anche per il notevole valore storico ed artistico, la chiesa della capitale Lisbona.
In Germania, dove sono presenti molte cappelle dedicate al santo (poste all'interno dei centri abitati o nei sentieri di montagna), i luoghi di culto del santo sono decine e sono distribuiti in particolar modo nella regione storica della Renania, dove assume particolare importanza la moderna chiesa a Düsseldorf, ricostruita dopo la seconda guerra mondiale e catalogata come «edificio storico». Per la devozione popolare tedesca a san Rocco, oltre al valore storico dell'edificio, è invece da segnalare la cappella a Bingen am Rhein.
Nel Benelux sono monumenti nazionali olandesi intitolati a san Rocco la chiesa di Steyl e la cappella di Maastricht. A Bruxelles la moderna chiesa ha la particolarità di essere stata creata dalla ristrutturazione di un capannone industriale, ed è utilizzata dalla comunità cattolica africana.
Nel resto d'Europa si segnalano le chiese dedicate al santo francese nelle capitali Praga, Vienna, Budapest, Lubiana e La Valletta. In Polonia è ubicata, nella città di Białystok, l'unica basilica al mondo dedicata a san Rocco. Il luogo di culto fu elevato quale basilica minore da Papa Francesco il 14 ottobre 2018, oltre ad essere incluso nell'elenco dei monumenti storici.
In America del Nord, negli Stati Uniti sono presenti alcuni luoghi di culto dedicati a san Rocco, soprattutto in Pennsylvania e a New York dove tre distretti su cinque, in funzione dell'immigrazione italiana, hanno una chiesa dedicata al santo. In Canada la chiesa di Québec risulta essere la più grande della città. In America Latina è imponente la chiesa di Barranquilla, e un luogo di culto del santo è presente nelle metropoli di Buenos Aires, Santiago del Cile, Quito, San Salvador, Managua, Panama, Lima, Montevideo, Rio de Janeiro, San Paolo. In Argentina, nella città di Presidencia Roque Sáenz Peña, è ubicata una delle due cattedrali diocesane al mondo intitolate a san Rocco.
L'altra Cattedrale di san Rocco è quella di Kalookan nelle Filippine. Il Paese asiatico è la nazione del continente con il più alto numero di chiese dedicate al santo pellegrino, con molte decine di luoghi di culto. Altre nazioni asiatiche con un numero consistente di chiese di san Rocco sono l'India e il Libano.
Dispongono di poche chiese intitolate a san Rocco l'Africa e l'Oceania.

### Feste e tradizioni popolari

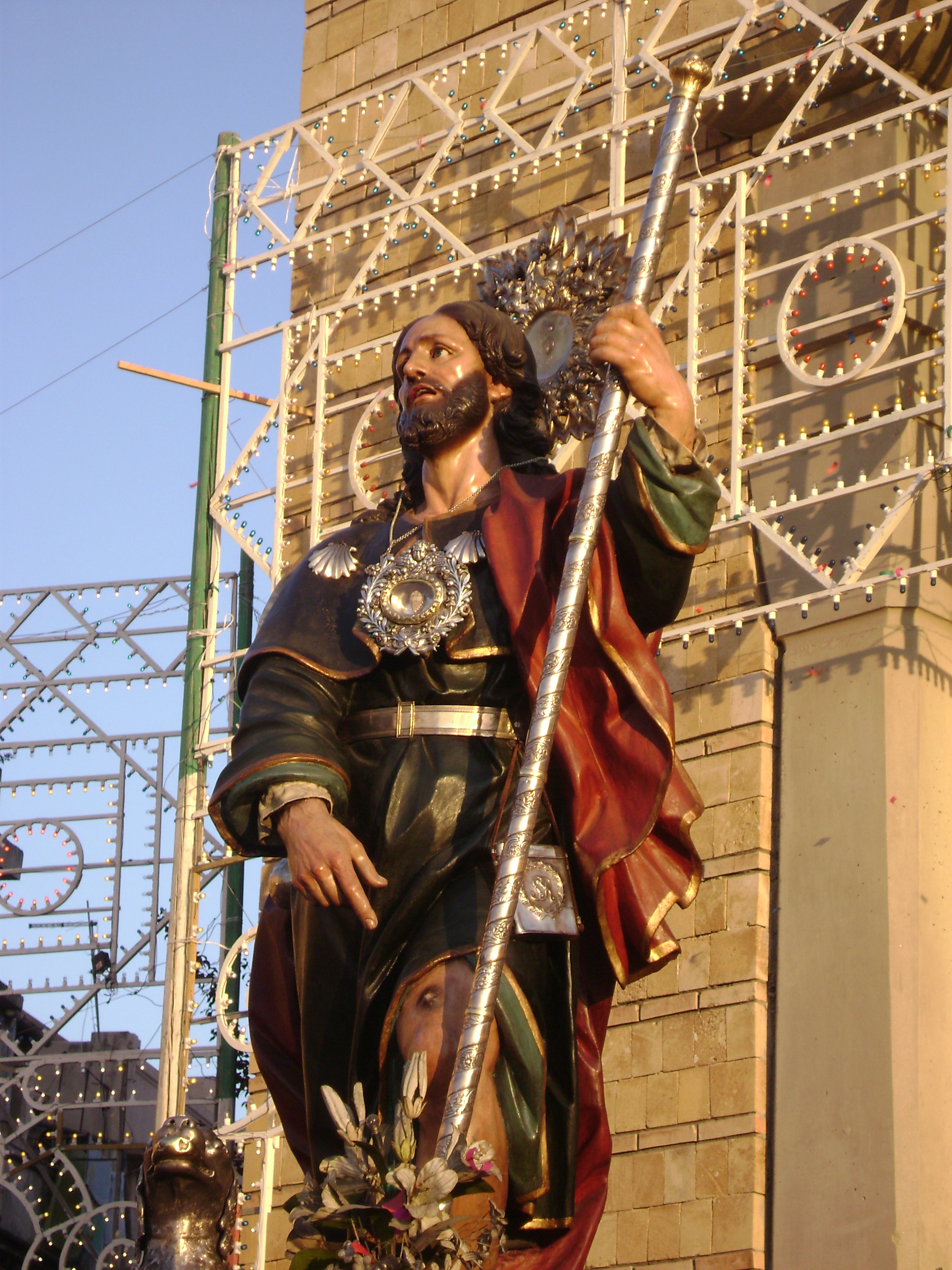
La statua di san Rocco al momento dell'uscita dalla chiesa per la processione. Scilla, 22 agosto 2007.

Censire tutte le tradizioni popolari e folcloristiche, legate alla figura di san Rocco e sparse per il mondo, è impossibile poiché la diffusione del suo culto si è espressa in innumerevoli modi. Si spazia da feste in onore del santo celebrate in modo solenne a premiazioni dei cani, passando per benedizioni dei pani o dell'acqua (a ricordo di quanto accaduto al santo a Sarmato) e per un incalcolabile numero di processioni svolte in ogni continente.
Che la venerazione di san Rocco fosse molto forte nelle terre meta del suo peregrinare, o vicine alla sua città natale, era prevedibile. Ciò che sorprende sono invece le numerose pratiche devozionali e le feste popolari dedicategli anche in nazioni e paesi dove il santo non è mai passato.

### Associazioni
Nella città natale di san Rocco, Montpellier, ha sede l'Association internationale saint Roch de Montpellier, creata nel 1995 quale ente laico, culturale, storico e scientifico e turistico, aperto a tutti coloro che si occupano del santo taumaturgo. Una delle principali iniziative dell'associazione è quella di legare il nome santo alla sua città natale. In Italia invece sono presenti: l'Associazione Italiana San Rocco di Montpellier, creata nel 2010 a Sarmato con lo scopo di promuovere una corretta e adeguata conoscenza della figura del santo, in tutti i suoi aspetti umani, religiosi, culturali e sociali; il Centro Studi Rocchiano - Comitato Internazionale, costituito all'interno dell'associazione di Sarmato e avente sede in Cremona, con la finalità di promuovere lo studio, in termini storico-scientifici, della figura di san Rocco; l'Associazione europea amici di san Rocco, fondata a Roma nel 1999 nella chiesa di San Rocco all'Augusteo, per attuare iniziative di interesse sociale, culturale e ispirazione cristiana, nel nome del santo pellegrino, e per riunire settantasei gruppi di preghiera in Italia e diciotto nel resto d'Europa.

### Confraternite

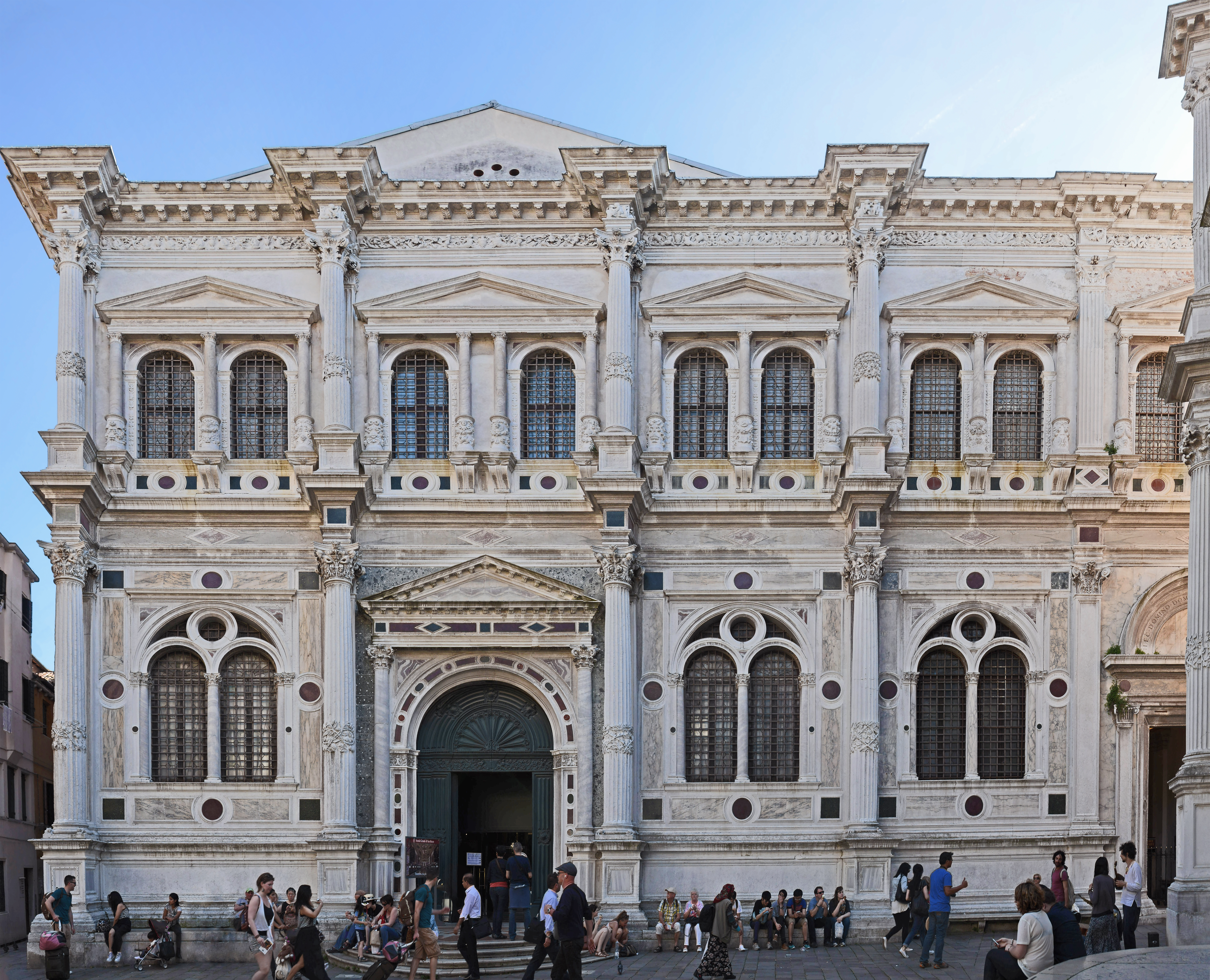
La Scuola Grande di San Rocco a Venezia.

Solamente in Italia sono presenti circa cento confraternite intitolate, o cointitolate, a san Rocco. Nei secoli passati si occupavano, tra l'altro, anche della sepoltura dei cadaveri abbandonati durante le epidemie, in linea con quanto fatto in vita dal santo patrono.
Le più importanti di tutte sono quelle di Venezia e Roma. L'Arciconfraternita Scuola Grande di San Rocco in Venezia, fondata nel 1478, custodisce il corpo del santo, persegue ancora gli antichi compiti caritativi e cura un notevole patrimonio artistico. La confraternita di Roma, fondata invece nel 1499, costruì nel XVI secolo un ospedale che ricoprì un ruolo importante in occasione delle epidemie del 1522, 1527 e 1530 per il ricovero e la cura degli appestati, e nel 1560 ebbe da papa Pio IV il permesso di costruire un lazzaretto ai piedi di Monte Mario.

### Musei
A Capriati a Volturno è stato istituito nel 2006, da parte dell'Associazione europea amici di san Rocco, il "Museo iconografico europeo di san Rocco". Il museo raccoglie immagini, statue, dipinti, arredi e paramenti sacri legati al santo, provenienti da tutta Italia e dal resto d'Europa. La stessa associazione ha inoltre creato, nel 2017 a San Costantino Calabro, la "Biblioteca - Videoteca nazionale san Rocco".

## San Rocco nell'arte

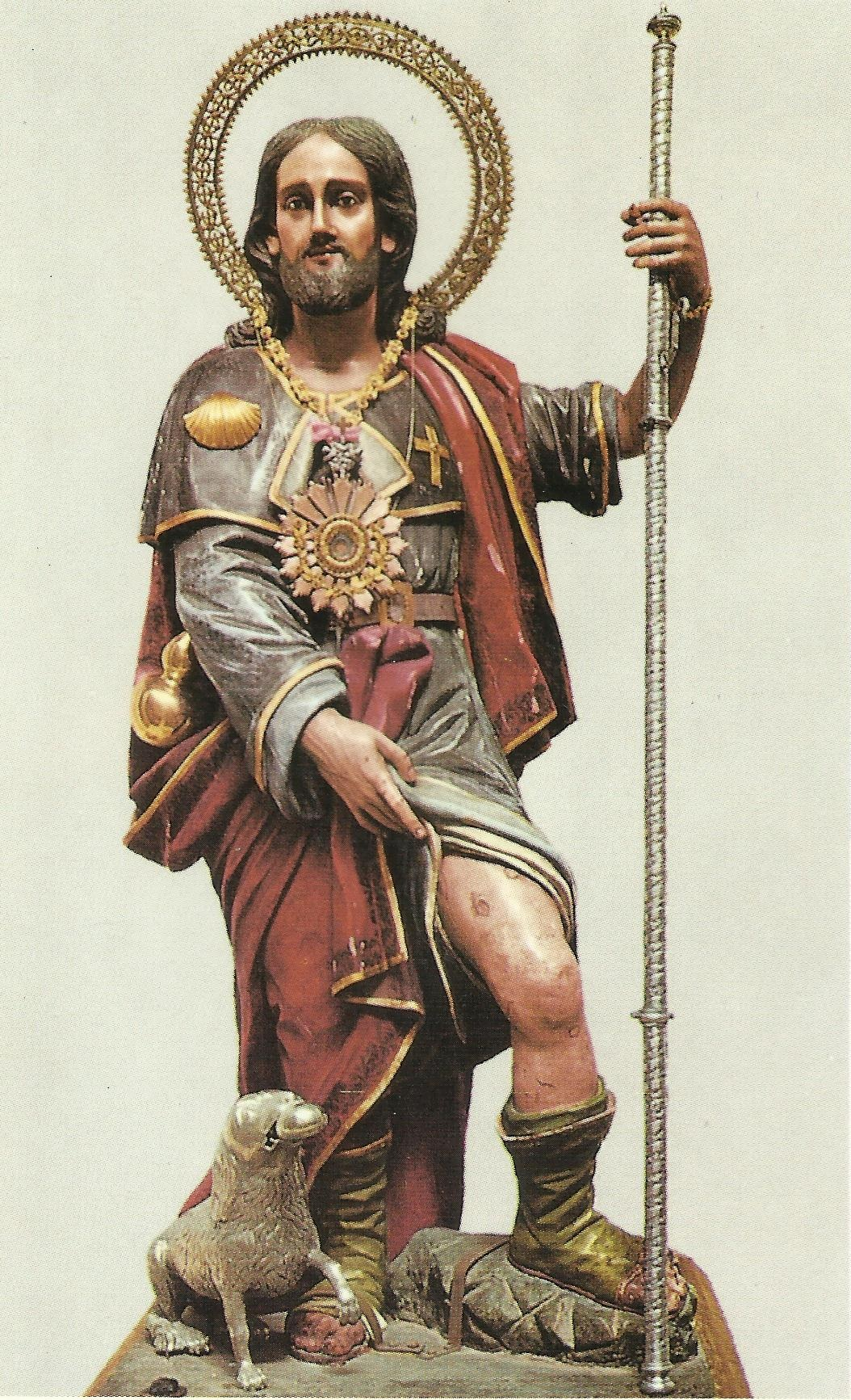
Statua lignea del XVII secolo di san Rocco, venerata a Palmi, che ripropone la tipica iconografia del santo.

### Iconografia
La raffigurazione di san Rocco, da quelle più semplici e popolari fino a quelle dei grandi maestri dell'arte, è una delle più celebrate nell'ambito dell'iconografia cristiana: quadri, statue, altari, processioni. In una inchiesta televisiva dedicata ai santini della tradizione iconografica della Chiesa cattolica, è emerso che san Rocco sia la figura più riprodotta in assoluto dopo Maria di Nazareth, madre di Gesù. In tutte le raffigurazioni il santo viene presentato con una serie di caratteristiche e simboli che si ripetono in modo più o meno costante e che comunque permettono di riconoscerlo abbastanza agevolmente e prontamente, anche quando non ci sono altri dati che consentono di identificare chi è
sia raffigurato nell'opera di cui si tratta. Nel dettaglio le caratteristiche iconografiche più comuni sono le seguenti:
- abito del pellegrino,[1] consistente in un tabarro (mantello a 360°) con relativo tabarrino (mantellina di dimensioni ridotte, posta sopra il lungo tabarro vero e proprio, con funzione protettiva del tronco e delle spalle, specie quando si trasportava bagaglio) che da lui ha poi preso il nome di sanrocchino;[3]
- cappello,[2][3] solitamente posto alle spalle del santo, più raramente indossato;
- bastone,[1][2][3] che richiama i lunghi viaggi compiuti dal santo;
- zucca[3] o borraccia[2] per contenere l'acqua,[1] solitamente appesa al bastone o a un fianco del santo;
- conchiglia,[2][3] utilizzata per attingere l'acqua e fissata, a seconda dell'immagine, sul tabarrino, sul cappello oppure appesa come una collana. Nell'iconografia cristiana la conchiglia rappresenta il pellegrinaggio a Santiago di Compostela;[1]
- segni della peste.[3][58] L'elemento distintivo per eccellenza è una piaga,[1] solitamente sulla coscia. La lesione generalmente ha la forma di una piaga verticale, lineare e ovale e somiglia alla ferita provocata da una freccia (simbolo della peste) oppure all'incisione che il chirurgo praticava per cercare di porvi rimedio.[58] Alcuni artisti aggiungono perfino gocce di sangue mentre in tempi moderni il realismo si attenua e la piaga è nascosta da una benda.[128] In qualche raffigurazione anche le mani e gli altri arti vengono raffigurati con le deformazioni derivanti dai postumi del contagio.
- croce sul tabarrino,[1] dal lato del cuore,[2] per indicare l'angioma (per questo a volte è raffigurata di colore rosso)[3] a forma di croce che egli aveva sul petto dalla nascita e che costituirà l'elemento in base al quale verrà riconosciuto quando, dopo il decesso, sarà preparato per la sepoltura;
- un cane a lato del santo.[1][2] L'animale reca in bocca un pezzo di pane che, sottratto alla mensa del nobile Gottardo, serviva a nutrire il santo durante la malattia. La frequente associazione tra san Rocco e il cane ha dato origine in francese alla parola roquet.[129] In qualche caso il cane è invece raffigurato mentre lecca le piaghe del santo.[58]

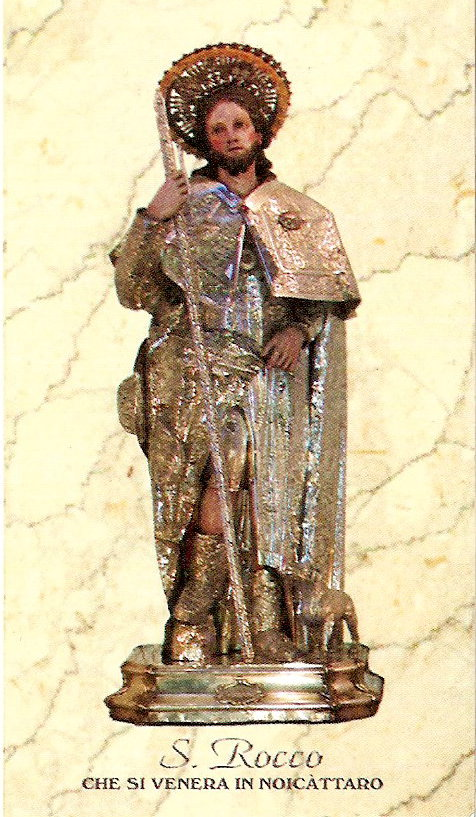
Un santino raffigurante San Rocco venerato in Noicattaro.

Altre caratteristiche iconografiche meno comuni, ma lo stesso utilizzate nel corso dei secoli nelle rappresentazioni del santo, sono le seguenti:
- un angelo vicino al santo[2][3] (che fu il primo "elemento" a comparire nelle più antiche immagini rocchiane), ossia il messaggero di Dio che conforta Rocco durante la malattia, gli annuncia la guarigione, lo avverte di prepararsi alla morte e di chiedere al Signore una grazia e la manifesta dopo il decesso del pellegrino;
- borsa da viaggio;[3]
- corona del Rosario,[3] in quanto il santo era molto devoto della "Madonna delle Tavole", tuttora venerata nella sua città natale. In qualche caso sostituisce la cintura ai fianchi con un cordone francescano. Esiste addirittura qualche rara raffigurazione che lo presenta rivestito dello scapolare trinitario;
- libro,[3] solitamente rappresentante il Vangelo;[1]
- un malato vicino al santo;[3]
- tavoletta,[3] recante la scritta «Chi invocherà il mio servo sarà guarito».[1]

### Nella scultura
In quasi tutte le rappresentazioni scultoree di san Rocco, il santo taumaturgo è raffigurato accompagnato dal cane, con la seguente postura: in piedi, con una mano regge il bastone con il quale si sostiene, mentre con l'altra mano alza la tunica stretta in vita indicando con un dito i segni della peste presenti in una gamba.

### Nella pittura

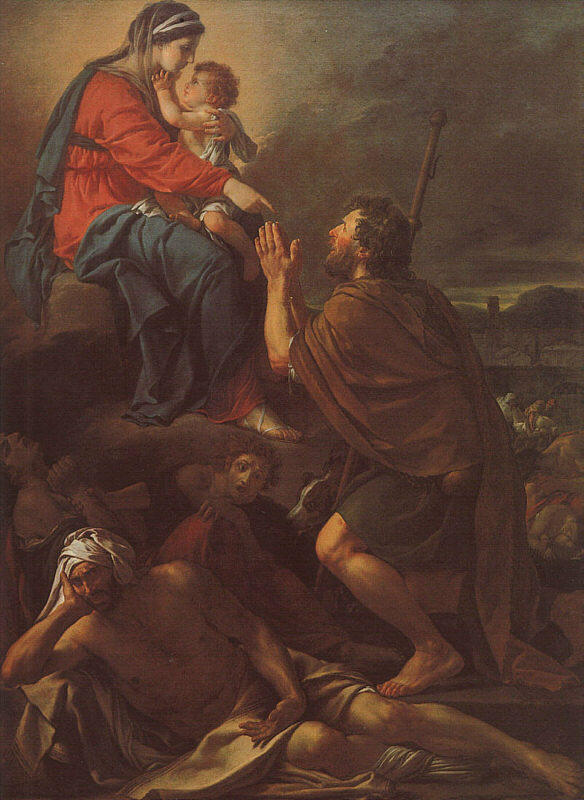
Jacques-Louis David, San Rocco.

Nella pittura, oltre alla rappresentazione classica già evidenziata nella quasi totalità delle sculture, vengono riproposti anche i principali episodi della vita del santo. Le scene più rappresentate sono:
- L'elemosina di san Rocco (la distribuzione dei suoi beni ai poveri), la cui principale opera è senza dubbio il dipinto di Annibale Carracci del 1595, al quale si sono ispirati tutti gli altri artisti che hanno rappresentato l'episodio;[130]
- San Rocco che cura gli appestati;[130]
- San Rocco nella foresta di Piacenza, con le visite del cane o con l'angelo che lo guarisce;[130]
- San Rocco che invoca la Vergine Maria per guarire gli appestati;[130]
- La morte di san Rocco in prigione.[130]

### Nella letteratura
Il nome di Rocco legato alle epidemie ha trovato spazio anche nei romanzi. Albert Camus nella sua opera La Peste narrò che la popolazione di Orano aveva organizzato una processione in onore del santo, perché venisse liberata la città dalla malattia infettiva.

## San Rocco nella cultura popolare
(Dal film Nell'anno del Signore, 1969)
Sono molti i proverbi e modi di dire legati sia alla figura di san Rocco sia al giorno di celebrazione del santo, il 16 agosto.
In Italia, essendo il 16 agosto il primo giorno dopo la festività di Ferragosto e quindi inizia un lento avvicinamento dell'autunno, è usanza dire: «Per san Rocco la rondine fa fagotto», «A san Rocco la castagna si riconosce lontano un tiro di schioppo» oppure «A san Rocco, la noce cade dal ramo». Per lo stesso motivo, in Francia, si usa dire: «San Rocco annuncia il periodo autunnale», «A san Rocco, il grande calore prepara il vino colorato», «Dopo san Rocco, affila il tuo coltro e mettiti gli zoccoli» e «Se piove a san Rocco, i tartufi cresceranno sulla roccia».
Altri detti popolari riguardano san Rocco e il cane che lo sfamò nel periodo di soggiorno nel piacentino. Sempre in Francia, due persone inseparabili vengono equiparate come «San Rocco e il cane» (detto usato anche in Italia) o «chi ama san Rocco ama il suo cane» e a due persone che si susseguono viene detto «chi vede san Rocco vede presto il suo cane». In Spagna è invece oggetto di un famoso scioglilingua.